# Rise: Race the Future
Rise: Race the Future, parfois typographié RISE: Race the Future, est un jeu vidéo indépendant de course de rallye futuriste qui est en cours de développement par le studio français VD-dev, prévu sur PC le 1er novembre 2018.
Initialement prévue pour l'hiver 2016 sur console de salon (Wii U, PlayStation 4, Xbox One, Nintendo Switch), console portable (Nintendo 3DS), sur la plate-forme de distribution de contenu en ligne Steam (Windows) et les boutiques en ligne Android et iOS, la mort du programmeur et cofondateur du studio Fernando Velez vient freiner le développement du jeu et la sortie du jeu vidéo est repoussée sine die.
Malgré cette perte, le jeu poursuit son développement, mais uniquement sur PC, certains portages étant interrompus, d'autres définitivement abandonnés.

## Système de jeu
Rise: Race the Future est un jeu de course qui permet au joueur de conduire des voitures de rallye au design futuriste. Le jeu ne se concentre pas sur le réalisme des courses, mais sur une conduite typée arcade, lors de compétitions où la maîtrise du drift est la clé de la victoire. Les voitures sont dotées d'une « technologie de pointe »  leurs roues permettant des dérapages extrêmes sur tout type de surface (bitume, boue, neige mais également de l'eau), alors qu'un système de boost permet une accélération puissante durant quelques instants. 
Deux modes de jeu sont jouables : un mode arcade et un mode histoire où le joueur débloque de nouvelles voitures tout au long du scénario.

## Développement

### Équipe de développement
Rise: Race the Future est développé par VD-dev, un studio de développement français, fondé en 1990 par deux associés : Fernando Velez et Guillaume Dubail. VD-dev est à l'origine d'une quinzaine de jeux vidéo, la plupart développé sur portable Nintendo (Game Boy, Game Boy Advance ou Game Boy Color) et principalement édité par Infogrames puis Atari Inc.. Alors que la dernière production – IronFall: Invasion – remonte à 2015 sur Nintendo 3DS, le studio décide de développer, sans l'aide d'un éditeur, un jeu de course automobile futuriste qui pour la première fois sera jouable sur smartphone, ordinateur, console de salon et console portable.  
L'équipe de développement est composée de quelques collaborateurs : les deux fondateurs du studio (Fernando Velez s'occupe de la programmation et Guillaume Dubail des graphismes) ainsi que Frédéric Zimmer, ancien programmeur animation de Watch Dogs qui s'est rejoint aux deux partenaires en 2013. VD-dev fait également appel au designer automobile Anthony Jannarelly pour réaliser la conception des voitures futuristes. Par ailleurs, le design de certaines voitures reprend celui d'une véritable voiture commercialisée, la Jannarelly Design-1.

### Décès de Fernando Velez
Le développement du jeu vidéo débute le 25 mai 2016 et se voit attribuer le nom de code RISE. VD-dev affirme s'inspirer de la franchise de jeu vidéo Sega Rally, en particulier pour le gameplay. L'équipe prévoit de porter le projet dès 2016 sur de nombreuses plates-formes de jeu tels que Windows, les consoles Wii U, PlayStation 4, Xbox One et Nintendo Switch, la portable Nintendo 3DS ainsi que les systèmes Android et iOS.
Cependant, le projet est marqué par la mort soudaine de Fernando Velez en juin 2016,. Cet événement provoque un coup d'arrêt dans le développement du jeu et le studio éprouve des difficultés à continuer le projet puisque Fernando Velez était le seul programmeur, si bien que VD-dev procède à la recherche d'un partenariat à partir du mois d’août 2016 afin d'aboutir à la programmation de RISE.

« RISE est toujours en production, mais le développement a été beaucoup plus lent depuis la mort de Fernando. Nous n'avons pas encore trouvé de financement, alors nous n'avons pas pu embaucher des développeurs »

— Guillaume Dubail.

### Suite du développement sur PC
À partir de janvier 2017, la petite équipe décide de ne plus porter le jeu sur Wii U comme il était prévu à l'origine, et préfère d'abord se concentrer sur la version PC sur Steam. À ce stade du développement, le jeu est alors jouable et l'équipe travaille sur l'intelligence artificielle et l'ergonomie du menu principal. En parallèle, le studio espère obtenir un financement grâce à l'aide d'un éditeur afin d'embaucher des développeurs ainsi que porter son projet sur Nintendo Switch pour 2018 au minimum.
En octobre 2018, VD-dev annonce que le développement du jeu est quasiment terminé sur PC, tandis que les portages sur PlayStation 4, Xbox One, Nintendo Switch, Android et iOS sont momentanés interrompus, et que ceux sur Nintendo 3DS et Wii U sont définitivement abandonnés,. Le studio assure également que l'attente ne sera plus longue. En effet, quelques jours plus tard, le studio annonce la sortie du jeu sur Steam pour le 26 octobre prochain. Toutefois, le jeu est finalement lancé le 1er novembre 2018.

## Promotion
Rise: Race the Future est officiellement annoncé d'une part le 25 mai 2016 à la presse spécialisée depuis le site web officiel consacré au jeu vidéo, puis d'autre part le 31 mai 2016 via une vidéo mise en ligne sur la chaîne Youtube appartenant au studio VD-dev. Cette dernière fait notamment sensation puisqu'elle dévoile dans un premier temps le logo non officiel de la console Nintendo Switch (alors connu sous le nom de code Nintendo NX) qui n'était alors pas encore révélée publiquement. Nintendo a d'ailleurs demandé au studio de censurer leur logo de la vidéo.

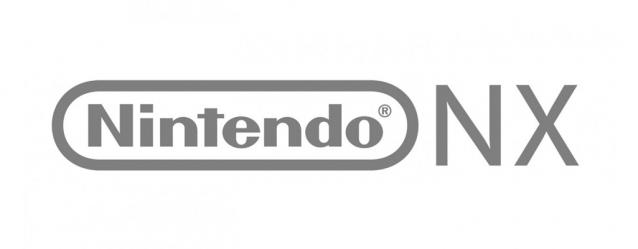
Logotype non officiel de la console Nintendo Switch (sous son nom de code Nintendo NX) apparaissant dans une bande-annonce du jeu RISE: Race the Future.

Sans informations durant plus de deux ans, VD-dev sort de son silence en octobre 2018 en publiant sur Twitter un screenshot du jeu. Quelques jours plus tard, le studio dévoile une bande-annonce consacrée au gameplay en même temps que l'annonce de la sortie du jeu sur PC.